# LGBT práva v Ománu

Duhová mapa Ománu

Homosexualita je v Sultanátu Omán ilegální dle § 32 trestního zákoníku, podle nějž může být trestána až tříletým vězením. Podle zdrojů[kdo?] se však tento zákon aplikuje pouze v případech, kdy homosexuální chování vyvolá veřejné pohoršení.

## Veškeré zákony týkající se LGBT osob
| Legální stejnopohlavní styk                                                              | Ilegální (až 3 roky vězení, aplikován jen v případech veřejného pohoršení) |
| Stejný věk legální způsobilosti k pohlavnímu styku pro obě orientace                     | No                                                                         |
| Anti-diskriminační zákony v zaměstnání                                                   | No                                                                         |
| Anti-diskriminační zákony ve službách a v obchodu                                        | No                                                                         |
| Anti-diskriminační zákony v ostatních oblastech(nepřímá diskriminace, homofobní projevy) | No                                                                         |
| Stejnopohlavní manželství                                                                | No                                                                         |
| Stejnopohlavní soužití                                                                   | No                                                                         |
| Adopce dítěte stejnopohlavního partnera                                                  | No                                                                         |
| Společná adopce                                                                          | No                                                                         |
| Homosexuální jednotlivec může sloužit v armádě                                           | No                                                                         |
| Možnost změny pohlaví                                                                    | No                                                                         |
| Možnost umělého oplodnění pro lesbické ženy                                              | No                                                                         |
| Možnost náhradního mateřství                                                             | No                                                                         |